# Сельское поселение Заречное (Кабардино-Балкария)
Се́льское поселе́ние Заре́чное — муниципальное образование в Прохладненском районе Кабардино-Балкарской Республики.
Административный центр — село Заречное.

## География
Муниципальное образование расположено в северо-западной части Прохладненского района. В состав сельского поселения входят 2 населённых пункта.
Площадь сельского поселения составляет — 71,50 км2. Из них 88,5 % (63,34 км2) приходятся на сельскохозяйственные угодья.
Граничит с землями муниципальных образований: Красносельское на востоке, Янтарное на юго-востоке, Солдатская на юге, а также с землями Кировского района Ставропольского края на севере.
Сельское поселение расположено на наклонной Кабардинской равнине, в равнинной зоне республики. Средние высоты на территории муниципального образования составляют 280 метров над уровнем моря. Рельеф местности представляет собой в основном слабо-пересечённую территорию с общим уклоном с запада на восток, без резких колебаний относительных высот. На крайнем северо-западе, равнина резко понижается к реке Подкурок. Многочисленные неглубокие удлинённые понижения направленные с запада на восток, придают равнине слабо-волнистую поверхность. Кроме того имеются различные курганные возвышенности.
Гидрографическая сеть на территории сельского поселения представлена рекой Подкурок, а также оросительными каналами — Малка-Кура и Правобережный. Также имеется сеть искусственных водоёмов.
Климат влажный умеренный, с тёплым летом и прохладной зимой. Среднегодовая температура воздуха положительная и составляет около +10,5°С. Среднемесячная температура воздуха в июле достигает +23,0°С, в январе составляет около -2,5°С. Среднегодовое количество осадков составляет около 550 мм. В конце лета возможны суховеи, дующие со стороны Прикаспийской низменности.

## История
Муниципальное образование в своих современных границах основано в 1970 году, на базе 1-го и 2-го отделений зерносовхоза «Прималкинский». В новообразованный сельсовет были включены посёлки Заречный и Прогресс.
В 1992 году Заречный сельсовет был включён в состав преобразованной Красносельской сельской администрации.
В декабре 1997 года постановлением главы администрации Прохладненского района № 941 от 24.12.1997 года, земли ранее упразднённого Заречного сельсовета вновь были восстановлены как Заречная сельская администрация.
Решением сессии Совета местного самоуправления № 32/1 от 31.01.2006 года, Заречной сельской администрации присвоен статус муниципального образования и преобразована в Сельское поселение Заречное, с присвоением посёлкам Заречный и Прогресс статуса села.

## Население
| 2002  | 2010  | 2012  | 2013  | 2014  | 2015  | 2016  |
| ----- | ----- | ----- | ----- | ----- | ----- | ----- |
| 1309  | ↘1289 | ↘1265 | ↗1267 | ↘1249 | ↘1242 | ↘1226 |
| 2017  | 2018  | 2019  | 2020  | 2021  | 2023  | 2024  |
| →1226 | ↘1225 | ↗1242 | ↗1246 | ↗1265 | ↗1272 | ↘1254 |
| 2025  |       |       |       |       |       |       |
| ↗1269 |       |       |       |       |       |       |

Процент от населения района — 2.52 %
Плотность — 17.75 чел./км2.

### Национальный состав
По данным Всероссийской переписи населения 2010 года:
| Народ      | Численность, чел. | Доля от всего населения, % |
| ---------- | ----------------- | -------------------------- |
| русские    | 759               | 58,9 %                     |
| балкарцы   | 307               | 23,8 %                     |
| кабардинцы | 138               | 10,7 %                     |
| украинцы   | 26                | 2,0 %                      |
| осетины    | 14                | 1,1 %                      |
| другие     | 45                | 3,5 %                      |
| всего      | 1 289             | 100 %                      |

По данным Всероссийской переписи населения 2021 года:
| Народ             | Численность, чел. | Доля от всего населения, % |
| ----------------- | ----------------- | -------------------------- |
| русские           | 764               | 60,39 %                    |
| балкарцы          | 293               | 23,16 %                    |
| кабардинцы        | 159               | 12,58 %                    |
| осетины           | 13                | 1,03 %                     |
| другие/не указано | 36                | 2,84 %                     |
| всего             | 1 265             | 100,0 %                    |

## Состав поселения
| № | Населённый пункт | Тип населённого пункта       | Население | Доля от населения (%) |
| - | ---------------- | ---------------------------- | --------- | --------------------- |
| 1 | Заречное         | село, административный центр | ↗996      | 74,6 %                |
| 2 | Прогресс         | село                         | ↘269      | 25,4 %                |

## Местное самоуправление
Администрация сельского поселения Заречное — село Заречное, ул. Зелёная, 1.
Структуру органов местного самоуправления сельского поселения составляют:
- Исполнительно-распорядительный орган — Местная администрация сельского поселения Заречное. Состоит из 6 человек.
  - Глава администрации сельского поселения — Руппель Мухамед Викторович.
- Представительный орган — Совет местного самоуправления сельского поселения Заречное. Состоит из 9 депутатов, избираемых на 10 лет.
  - Председатель Совета местного самоуправления сельского поселения — Руппель Мухамед Викторович.

## Экономика
Основу экономики муниципального образования составляет сельское хозяйство. В растениеводстве наиболее развито производство зерновых культур, подсолнечника, овощей и картофеля. В животноводстве — производства мяса и молока крупного рогатого скота.
На территории сельского поселения действуют два предприятия районного значения:
- ОАО ПЗ «Степной»
- ООО Агрофирма «Прогресс»

## Примечание
1. 1 2  Численность постоянного населения Российской Федерации по муниципальным образованиям на 1 января 2025 года — М.: Росстат, 2025.
2. ↑  Численность населения Кабардино-Балкарской Республики по сельским населённым пунктам по итогам ВПН-2002
3. ↑  Численность населения КБР в разрезе населённых пунктов по итогам Всероссийской переписи населения 2010 года
4. ↑  Численность населения Российской Федерации по муниципальным образованиям. Таблица 35. Оценка численности постоянного населения на 1 январ
5. ↑  Численность населения Российской Федерации по муниципальным образованиям на 1 января 2013 года. Таблица 33. Численность населения городских округов, муниципальных районов, городских и сельских поселений, городских населённых пунктов, сельских населённых пунктов — Росстат, 2013. — 528 с.
6. ↑  Таблица 33. Численность населения Российской Федерации по муниципальным образованиям на 1 января 2014 года
7. ↑  Численность населения Российской Федерации по муниципальным образованиям на 1 января 2015 года
8. ↑  Численность населения Российской Федерации по муниципальным образованиям на 1 января 2016 года — 2018.
9. ↑  Численность населения Российской Федерации по муниципальным образованиям на 1 января 2017 года — М.: Росстат, 2017.
10. ↑  Численность населения Российской Федерации по муниципальным образованиям на 1 января 2018 года — М.: Росстат, 2018.
11. ↑  Численность населения Российской Федерации по муниципальным образованиям на 1 января 2019 года
12. ↑  Численность населения Российской Федерации по муниципальным образованиям на 1 января 2020 года
13. 1 2 3  Итоги Всероссийской переписи населения 2020 года (по состоянию на 1 октября 2021 года)
14. ↑  Численность постоянного населения Российской Федерации по муниципальным образованиям на 1 января 2023 года (с учётом итогов Всероссийской п — Росстат, 2023.
15. ↑  Численность постоянного населения Российской Федерации по муниципальным образованиям на 1 января 2024 года — Росстат, 2024.
16. ↑  Том 3. Таблица 4. Население по национальности и владению русским языком по муниципальным образованиям и населенным пунктам КБР. Дата обращения: 6 июня 2019. Архивировано из оригинала 6 марта 2016 года.
17. ↑  Итоги Всероссийской переписи населения 2020 года. Том 5. Национальный состав и владение языками. Таблица 1. Национальный состав населения Кабардино-Балкарской Республики, городских округов и муниципальных районов. Дата обращения: 9 октября 2023. Архивировано 16 октября 2023 года.